# Carl Gerd von Ketelhodt

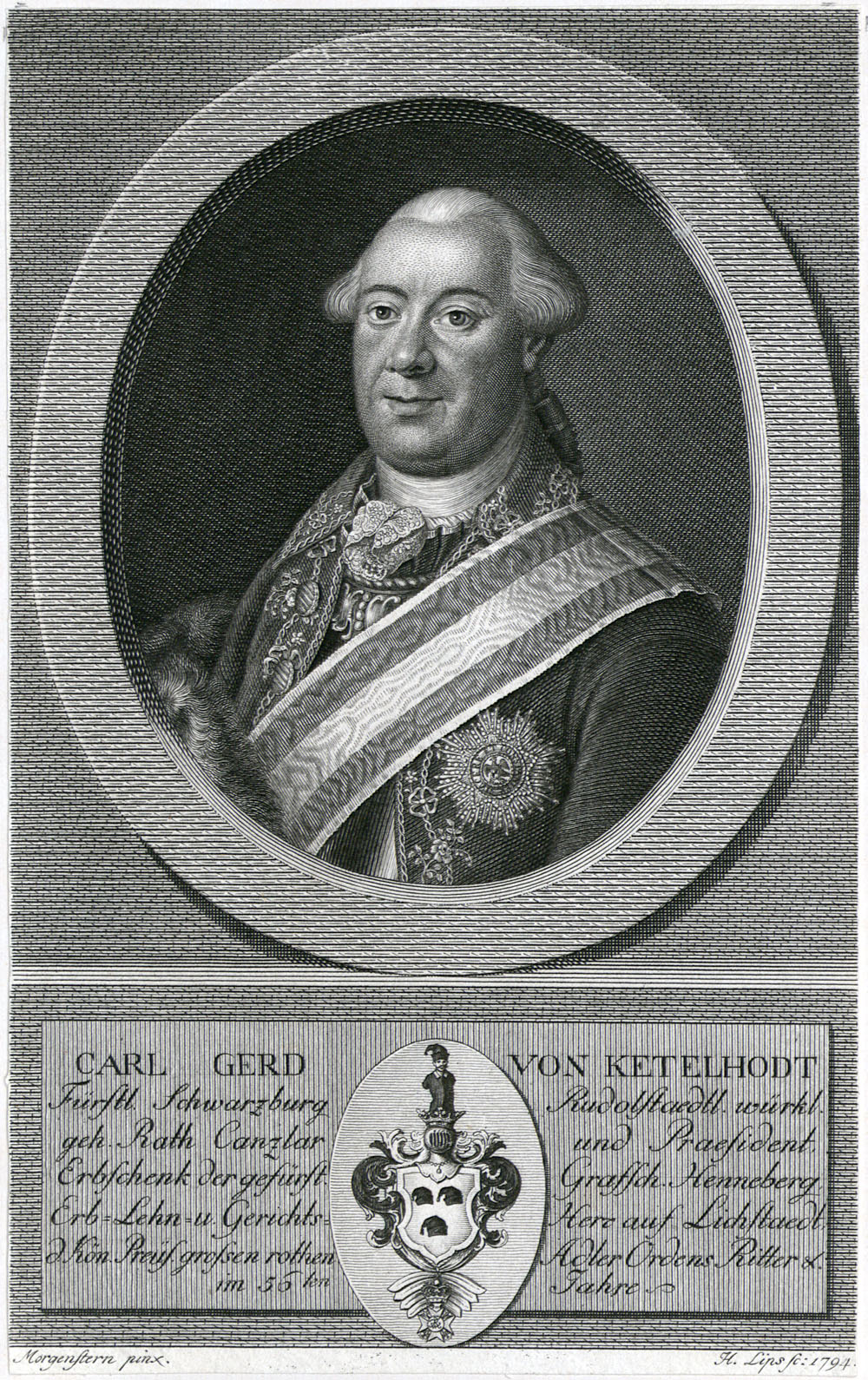
Carl Gerd von Ketelhodt, Stich von Johann Heinrich Lips

Carl Gerd von Ketelhodt, auch Carl Gerhard und Carl Gerth, (* 3. Oktober 1738 in Rudolstadt; † 14. Januar 1814 ebenda) war ein Jurist und Kanzler des Fürstentums Schwarzburg-Rudolstadt.
Carl Gerd entstammte der alten Familie der Ketelhodts. Er war ein Sohn des Kanzlers Christian Ulrich von Ketelhodt und dessen Ehefrau Marie Katharina geb. von Beulwitz (1703–1769). Im 14. Lebensjahr begann er in Jena das Studium der Rechte bei Christian Gottlieb Buder, Johann August von Hellfeld und Karl Friedrich Walch. Im Januar 1758 wurde er zum Doktor promoviert und kehrte in seine Heimatstadt zurück. Dort trat er in den Staatsdienst und wurde 1785 zum Wirklichen Geheimrat und Kanzler ernannt. Daneben sammelte er Gemälde und Bücher. Seine 16.000 Bände umfassende Bibliothek wurde von Fürst Ludwig Friedrich II. aufgekauft und mit der „Historischen Bibliothek Rudolstadt“ vereinigt, die sich heute im Alten Rathaus befindet.
Ketelhodt war auch Mitglied der Rudolstädter Freimaurerloge.

## Familie
Carl Gerd von Ketelhodt war mit der Tochter Augusta (1742–1803) des Freiherrn Carl August Bachoff von Echt verheiratet. Das Paar hatte mehrere Kinder:
- Friedrich Carl Vredeber (* 15. Januar 1764; † 5. Dezember 1764)
- Carl (*/† 12. Januar 1765)
- Friedrich Wilhelm (* 24. Februar 1766; † 20. April 1836), Kanzler in Rudolstadt ⚭ Caroline Ulrike von Kyckebusch (* 25. Dezember 1772; † 10. April 1832)
- Ludwig Ferdinand (* 19. August 1767), preußischer Kammerherr
- Sophie Henriette (* 22. Oktober 1768) ⚭ N.N. von Imhof, Major
- Friederike Caroline (* 24. Juni 1770; † August 1825) ⚭ Freiherr Johann Friedrich Bachoff von Echt (1773–1801)
- Carl Ulrich (* 30. März 1773; † 7. November 1832), Oberforstmeister ⚭ Charlotte Elisabeth von Humbracht (* 26. März 1780; † 28. Dezember 1851)
- Theresia Christiane Frederike (* 28. März 1775; † 28. März 1825) ⚭ N.N. Taines, Missionar in Amerika
- Georg Ernst (* 18. Dezember 1776; † 21. April 1830), Rittmeister und Brigadeadjutant beim Brigadier von Stülpnagel
- Leopold Gerd (* 28. Februar 1779; † 22. Juli 1822), Oberstallmeister
- Auguste Frederike (* 12. Januar 1781; † 21. Mai 1808), Hofdame in Rudolstadt
- Louise Charlotte (* 7. Dezember 1782) ⚭ 21. November 1804 Oberforstmeister Friedrich Wilhelm Ludwig von Hake (* 3. Januar 1777; † 7. Juli 1851) aus Hasperde, Sohn von Adolf von Hake

## Schriften (Auswahl)

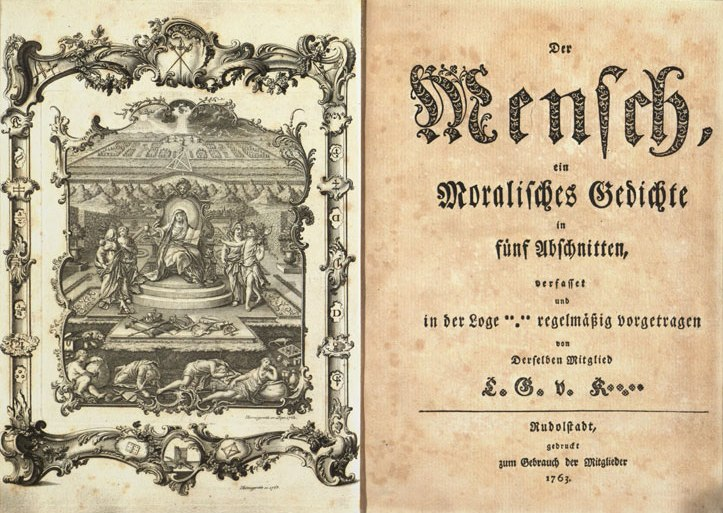
Ketelhodt: Der Mensch

- De principe iudice in propria causa. Dissertation 1758 (Digitalisat)
- Der Mensch, ein Moralisches Gedichte in fünf Abschnitten. Rudolstadt 1763. (Digitalisat)

## Nachweise
1. ↑  Eingeschrieben am 24. Juli 1752 (handschriftl. Matrikel der Universität Jena 1764‒1801, S. 104v; gedruckt Die Matrikel der Universität Jena Band 3: 1723‒1764, S. 615).

| Personendaten    | Personendaten                                                 |
| ---------------- | ------------------------------------------------------------- |
| NAME             | Ketelhodt, Carl Gerd von                                      |
| ALTERNATIVNAMEN  | Ketelhoth, Carl Gerhard von; Ketelhodt, Carl Gerth von        |
| KURZBESCHREIBUNG | deutscher Diplomat und Hofmarschall in Schwarzburg-Rudolstadt |
| GEBURTSDATUM     | 3. Oktober 1738                                               |
| GEBURTSORT       | Rudolstadt                                                    |
| STERBEDATUM      | 14. Januar 1814                                               |
| STERBEORT        | Rudolstadt                                                    |